# Tỉnh ủy Cao Bằng
Tỉnh ủy Cao Bằng hay còn được gọi Ban chấp hành Đảng bộ tỉnh Cao Bằng là cơ quan lãnh đạo cao nhất của Đảng bộ tỉnh  Cao Bằng giữa hai kỳ đại hội đại biểu Đảng bộ tỉnh Cao Bằng, do Đại hội Đại biểu Đảng bộ tỉnh bầu.
Tỉnh ủy Cao Bằng có chức năng thi hành nghị quyết, quyết định của Đại hội Đại biểu Đảng bộ tỉnh Cao Bằng, Ban Chấp hành Trung ương Đảng, Ban Bí thư và Bộ Chính trị.
Đứng đầu Tỉnh ủy là Bí thư Tỉnh ủy và thường là ủy viên Ban chấp hành Trung ương Đảng. Bí thư hiện tại là ông Quản Minh Cường.